# رمونا (سری‌لانکا)
رمونا (به لاتین: Remuna) یک منطقهٔ مسکونی در استان غربی، سری‌لانکا است که در ناحیه کالوتارا واقع شده‌است.